# トミー・レイン
トーマス・ケビン・レイン（Thomas Kevin Layne, 1984年11月2日 - ）は、アメリカ合衆国・ミズーリ州セントルイス出身のプロ野球選手（投手）。左投左打。

## 経歴

### プロ入りとダイヤモンドバックス傘下時代
2007年のMLBドラフト26巡目（全体793位）でアリゾナ・ダイヤモンドバックスから指名され、6月11日に契約。この年は傘下のパイオニアリーグのルーキー級ミズーラ・オスプレイでプロデビュー。16試合に先発登板して4勝8敗・防御率4.63・66奪三振の成績を残した。
2008年はA級サウスベンド・シルバーホークスでプレーし、35試合（先発13試合）に登板して6勝5敗・防御率3.44・71奪三振の成績を残した。
2009年はまずA+級バイセイリア・ローハイドでプレーし、29試合（先発4試合）に登板して4勝2敗・防御率2.86・43奪三振の成績を残した。8月にAA級モービル・ベイベアーズへ昇格。6試合に先発登板して0勝3敗・防御率4.94・24奪三振の成績を残した。
2010年はAA級モービルでプレーし、26試合に先発登板して12勝7敗・防御率3.74・91奪三振の成績を残した。
2011年はAA級モービルとAAA級リノ・エーシズでプレー。AAA級リノでは32試合（先発15試合）に登板して10勝7敗・防御率6.21・56奪三振の成績を残した。
2012年はAAA級リノでプレーし、5試合（先発4試合）に登板して0勝2敗・防御率10.35・14奪三振の成績を残した。

### パドレス時代

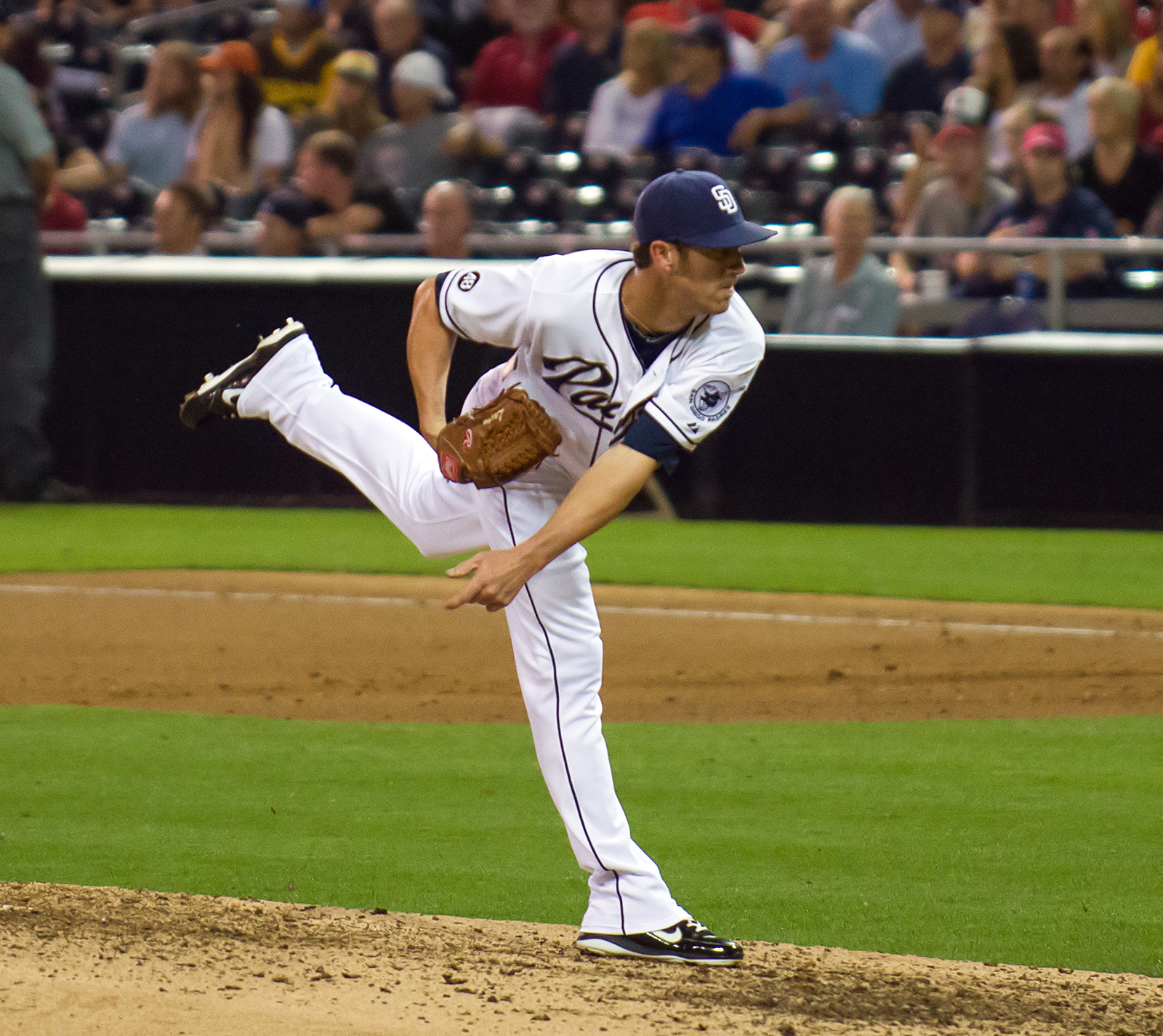
パドレス時代（2012年9月11日）

2012年5月2日にトレードで、サンディエゴ・パドレスへ移籍した。移籍後はAAA級ツーソン・パドレスで5試合に登板したが、0勝2敗・防御率10.35と結果を残せず、6月にAA級サンアントニオ・ミッションズへ降格。AA級サンアントニオでは32試合に登板。8月14日にパドレスとメジャー契約を結び、アクティブ・ロースター入りした。同日のアトランタ・ブレーブス戦でメジャーデビュー。6点ビハインドの8回裏から登板し、1回を無安打無失点に抑えた。9月4日のロサンゼルス・ドジャース戦では、同点の延長10回裏から登板し、1回を無安打無失点3奪三振に抑え、直後の11回表にパドレスが勝ち越したため、メジャー初勝利を挙げた。この年メジャーでは26試合に登板して2勝0敗2セーブ・防御率3.24・25奪三振の成績を残した。
2013年3月9日にパドレスと1年契約に合意。3月29日にAAA級ツーソンへ異動し、そのまま開幕を迎えた。AAA級ツーソンで19試合に登板後、5月24日にメジャーへ昇格。5月26日のダイヤモンドバックス戦に4回1死から登板したが、2.1回を3安打1失点で負け投手となり、翌27日にクレイトン・リチャードが故障から復帰したため、AAA級ツーソンへ降格した。6月1日にヒューストン・ストリートが故障で離脱したため、メジャーへ昇格。昇格後は5試合に登板し、計3.1回を無失点に抑えていたが、6月14日にストリートが復帰したため、AAA級ツーソンへ降格。6月24日にマイルズ・マイコラスが故障で離脱したため、メジャーへ昇格。3試合に登板したが、計1.2回で3失点と2敗目を喫し、6月28日にAAA級ツーソンへ降格した。選手枠が拡張された9月1日に再昇格した。この年は14試合に登板して0勝2敗・防御率2.08・6奪三振の成績を残した。オフの10月25日にDFAとなり、11月4日に40人枠を外れる形でAAA級ツーソンへ降格した。11月5日にFAとなった。

### レッドソックス時代
2013年11月10日にボストン・レッドソックスとマイナー契約を結んだ。
2014年はAAA級ポータケット・レッドソックスで開幕を迎え、30試合に登板して5勝1敗6セーブ・防御率1.51と好投。7月5日にダブルヘッダーでロースターの枠が空いたため、レッドソックスとメジャー契約を結んでアクティブ・ロースター入りした。同日のボルチモア・オリオールズ戦・ダブルヘッダー第二試合で3点ビハインドの6回2死から登板し、0.2回を無安打無失点に抑え、7月6日にAAA級ポータケットへ降格した。8月1日に再昇格した後は、ワンポイントリリーフを中心に30試合に登板。喫した自責点が僅か2、防御率0.95という驚異的な成績を記録した。
2015年は、前年から倍増以上、チームではアレクシー・オガンドと並び最多タイの64試合に投げた。しかし、防御率で自己ワーストの3.97を記録するなど、やや低調だった。
2016年、リリーフ陣の一角として34試合に登板したが、防御率3.77・WHIP1.43と、やや精彩を欠いた。8月2日にDFAとなり、6日に自由契約となった。

### ヤンキース時代
2016年8月9日にニューヨーク・ヤンキースと契約した。宿敵のヤンキース加入後は、29試合にリリーフ登板。2勝1セーブ・防御率3.38・WHIP1.06と好投した。シーズントータルでは、63試合のリリーフ登板で2勝1敗1セーブ・防御率3.63・38奪三振という成績だった。
2017年はシーズン前、第4回WBCにイタリア代表として参加した。シーズンでは19試合に登板して防御率7.62と不振で、6月11日にDFA、13日に40人枠を外れる形で傘下のAAA級スクラントン・ウィルクスバリ・レイルライダースへ配属された。7月5日に自由契約となった。

### ドジャース傘下時代
2017年7月19日にロサンゼルス・ドジャースとマイナー契約を結び、傘下のAAA級オクラホマシティ・ドジャースへ配属された。
8月1日に自由契約となった。

### レッドソックス傘下時代
2018年2月24日にボストン・レッドソックスとマイナー契約を結んだ。怪我のため1試合も出場できず、5月18日に自由契約となった。

### カージナルス傘下時代
2018年6月15日、セントルイス・カージナルスとマイナー契約を結んだ。11月2日に一旦自由契約となった後、11月6日に再契約を結んだが、2019年7月3日に自由契約となった。

## 詳細情報

### 年度別投手成績
| 年 度    | 球 団    | 登 板 | 先 発 | 完 投 | 完 封 | 無 四 球 | 勝 利 | 敗 戦 | セ 丨 ブ | ホ 丨 ル ド | 勝 率 | 打 者 | 投 球 回 | 被 安 打 | 被 本 塁 打 | 与 四 球 | 敬 遠 | 与 死 球 | 奪 三 振 | 暴 投 | ボ 丨 ク | 失 点 | 自 責 点 | 防 御 率 | W H I P |
| -------- | -------- | ----- | ----- | ----- | ----- | -------- | ----- | ----- | -------- | ----------- | ----- | ----- | -------- | -------- | ----------- | -------- | ----- | -------- | -------- | ----- | -------- | ----- | -------- | -------- | ------- |
| 2012     | SD       | 26    | 0     | 0     | 0     | 0        | 2     | 0     | 2        | 7           | 1.000 | 68    | 16.2     | 9        | 0           | 3        | 0     | 3        | 25       | 0     | 0        | 6     | 6        | 3.24     | 0.72    |
| 2013     | SD       | 14    | 0     | 0     | 0     | 0        | 0     | 2     | 0        | 0           | .000  | 39    | 8.2      | 10       | 1           | 5        | 0     | 2        | 6        | 1     | 0        | 4     | 2        | 2.08     | 1.73    |
| 2014     | BOS      | 30    | 0     | 0     | 0     | 0        | 2     | 1     | 0        | 9           | .667  | 76    | 19.0     | 14       | 0           | 8        | 1     | 1        | 14       | 2     | 0        | 4     | 2        | 0.95     | 1.16    |
| 2015     | BOS      | 64    | 0     | 0     | 0     | 0        | 2     | 1     | 1        | 9           | .667  | 207   | 47.2     | 41       | 3           | 27       | 2     | 2        | 45       | 1     | 0        | 22    | 21       | 3.97     | 1.43    |
| 2016     | BOS      | 34    | 0     | 0     | 0     | 0        | 0     | 1     | 0        | 2           | .000  | 120   | 28.2     | 27       | 1           | 14       | 2     | 1        | 25       | 1     | 0        | 12    | 12       | 3.77     | 1.43    |
| 2016     | NYY      | 29    | 0     | 0     | 0     | 0        | 2     | 0     | 1        | 10          | 1.000 | 67    | 16.0     | 10       | 2           | 7        | 1     | 2        | 13       | 1     | 0        | 6     | 6        | 3.38     | 1.06    |
| '16計    | NYY      | 63    | 0     | 0     | 0     | 0        | 2     | 1     | 1        | 12          | .667  | 187   | 44.2     | 37       | 3           | 21       | 3     | 3        | 38       | 2     | 0        | 18    | 18       | 3.63     | 1.30    |
| 2017     | NYY      | 19    | 0     | 0     | 0     | 0        | 0     | 0     | 0        | 2           | ----  | 63    | 13.0     | 16       | 1           | 8        | 0     | 1        | 9        | 0     | 0        | 12    | 11       | 7.62     | 1.85    |
| MLB：6年 | MLB：6年 | 216   | 0     | 0     | 0     | 0        | 8     | 5     | 4        | 39          | .615  | 640   | 149.2    | 127      | 8           | 72       | 6     | 12       | 137      | 6     | 0        | 66    | 60       | 3.61     | 1.33    |

- 2020年度シーズン終了時

### 背番号
- 40（2012年 - 2013年）
- 59（2014年 - 2016年途中）
- 39（2016年途中 - 2017年）

### 代表歴
- 2017 ワールド・ベースボール・クラシック・イタリア代表